# Reliance (motorfiets)
Reliance is een historisch merk van motorfietsen.
De bedrijfsnaam was Reliance Motor Cycle Co., Owego, Tioga County (New York).
Reliance was een kleine Amerikaanse fabrikant van motorfietsen met eigen 4½ pk motoren. De productie liep van 1912 tot 1914.